# Gigapassus octarine
Gigapassus octarine là một loài nhện trong họ Linyphiidae. Chúng được František Miller miêu tả năm 2007, và chỉ được tìm thấy ở Argentina.